# Charles-Gustave Rousset
Charles-Gustave Rousset, francoski general, * 9. februar 1887, † 26. marec 1953.